# Tomasz Michalak
Tomasz Michalak (ur. 1963) – polski urzędnik administracji państwowej i celnej, działacz gospodarczy, w latach 2001–2002 prezes Głównego Urzędu Ceł, w latach 2002–2003 podsekretarz stanu w Ministerstwie Finansów i szef Służby Celnej.

## Życiorys
Absolwent studiów politologicznych na Wydziale Dziennikarstwa i Nauk Politycznych Uniwersytetu Warszawskiego. Od 1990 pracował w Głównym Urzędzie Ceł, gdzie był wicedyrektorem Biura Współpracy Międzynarodowej. Od 1996 zatrudniony w Kancelarii Prezydenta RP jako dyrektor kolejno: Biura Studiów i Analiz, Biura Polityki Regionalnej i Samorządów oraz Biura Integracji Europejskiej. Później działał zawodowo jako szef Gabinetu Politycznego Ministra Finansów oraz attaché celny w Stałym Przedstawicielstwie RP przy Unii Europejskiej w Brukseli. Był związany ze środowiskiem celników, m.in. tworząc Strategie Służby Celnej, działając w Radzie Konsultacyjnej Służby Celnej oraz realizując działania celne podczas Euro 2012 oraz prezydencji Polski w Radzie Unii Europejskiej. Autor artykułów w publikacjach i w prasie krajowej i zagranicznej o tematyce celnej i Unii Europejskiej.
Był wiceprezesem, a od 5 grudnia 2001 do 30 kwietnia 2002 ostatnim prezesem Głównego Urzędu Ceł. Po likwidacji tego urzędu został następnie wiceministrem finansów, odpowiedzialnym za sprawy celne i zarazem prezesem Służby Celnej. Pełnił funkcję do 17 stycznia 2003, kiedy to zrezygnował oficjalnie z przyczyn osobistych. Objął później funkcję Dyrektora Departamentu Ceł w resorcie finansów, którą pełnił do listopada 2015.